# Bryum perlimbatum
Bryum perlimbatum är en bladmossart som beskrevs av Jules Cardot 1905. Bryum perlimbatum ingår i släktet bryummossor, och familjen Bryaceae. Inga underarter finns listade i Catalogue of Life.